# Revolta do dia 8888
A Revolta do dia 8888 (birmanês:  ၈-၄လုံး ou ရှစ်လေးလုံး; também conhecido como a Revolta do Poder Popular) foi uma série de marchas, manifestações, protestos e motins pró-democracia na República Socialista da União da Birmânia (atualmente conhecida como Mianmar). Os eventos importantes ocorreram em 8 de agosto de 1988, e devido a esta data (08/08/1988), é conhecida como a "Revolta do dia 8888".

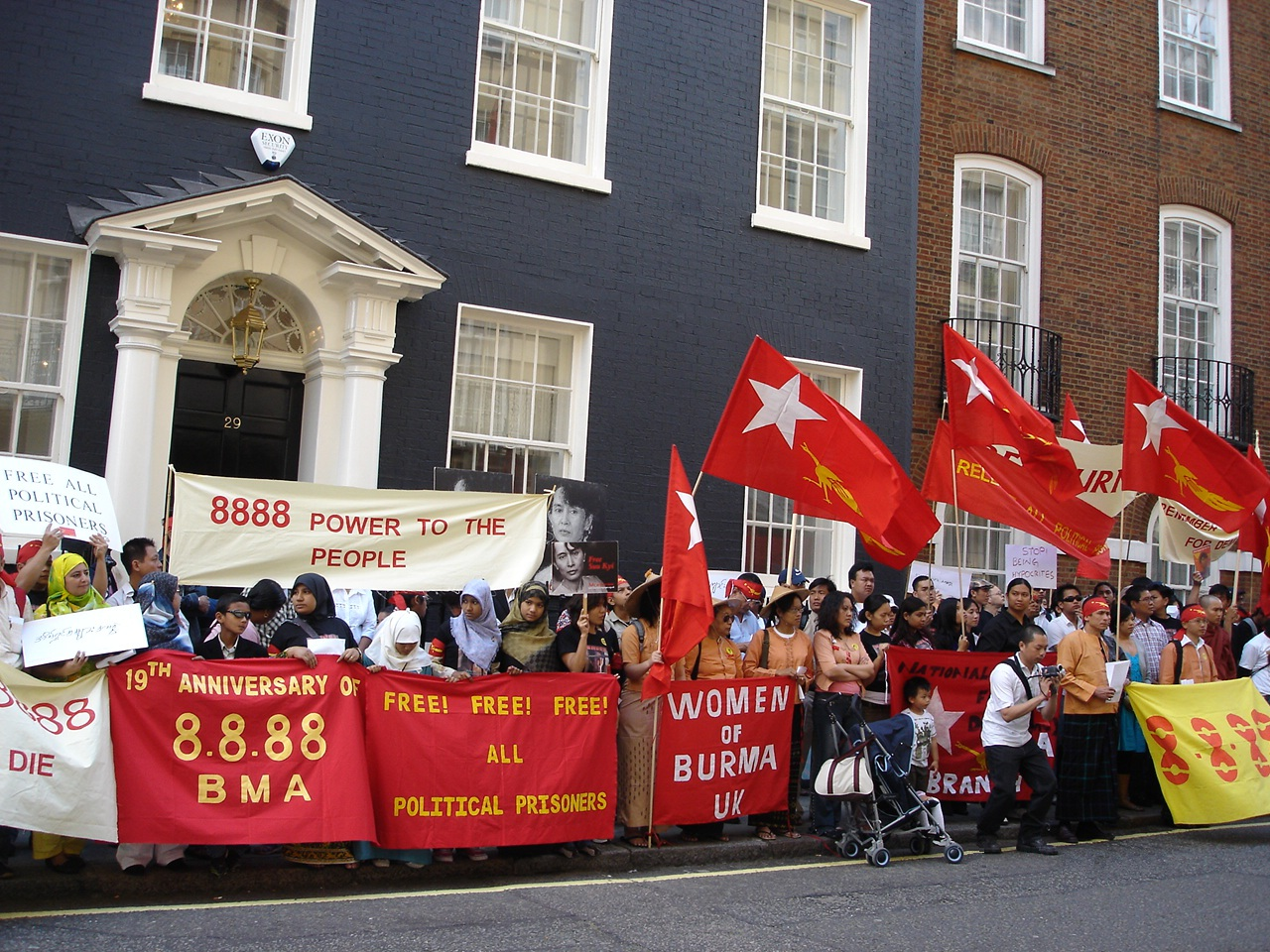
Revolta do dia 8888

Desde 1962, o país havia sido governado pelo regime do Partido do Programa Socialista da Birmânia como um estado de partido único, liderado pelo general Ne Win. A catastrófica via birmanesa para o socialismo tinha transformado a Birmânia em um dos países mais pobres do mundo. Quase tudo foi nacionalizado e o governo misturou o estilo soviético de planejamento central com crenças supersticiosas. Em um artigo publicado em uma edição de fevereiro de 1974, a Revista Newsweek, descreveu o regime como "uma amálgama ilógica de budismo e marxismo".
A revolta foi iniciada por exatamente 8 888 alunos em Yangon durante o dia 8 de agosto de 1988. Protestos estudantis espalharam-se por todo o país. Centenas de milhares de monges vestidos de ocre, crianças, estudantes universitários, donas de casa e médicos protestaram contra o regime. A revolta terminou em 18 de setembro depois de um sangrento golpe militar pela Conselho de Estado para Restauração da Lei e da Ordem (SLORC). Milhares de mortes foram atribuídas aos militares durante esta revolta, enquanto as autoridades de Mianmar apresentam a cifra de cerca de 350 pessoas mortas.
Durante a crise, Aung San Suu Kyi surgiu como um ícone nacional. Quando a junta militar organizou uma eleição em 1990, seu partido, a Liga Nacional para a Democracia, venceu 80% das assentos no governo (392 de 447). No entanto, a junta militar se recusou a reconhecer os resultados e colocou Aung San Suu Kyi em prisão domiciliar. O Conselho de Estado para Restauração da Lei e da Ordem teria uma mudança cosmética do Partido Programa do Socialista da Birmânia.